# Bourguignon-lès-la-Charité
Bourguignon-lès-la-Charité é uma comuna francesa na região administrativa de Borgonha-Franco-Condado, no departamento de Alto Sona. Estende-se por uma área de 4,25 km². Em 2010 a comuna tinha 117 habitantes (densidade: 27,5 hab./km²).